# Oglesby (Illinois)
Oglesby és una ciutat dels Estats Units a l'estat d'Illinois. Segons el cens del tenia 3.647 habitants.

## Demografia
Segons el cens del 2000, Oglesby tenia 3.647 habitants, 1.583 habitatges, i 1.016 famílies. La densitat de població era de 352 habitants/km².
Dels 1.583 habitatges en un 27,8% hi vivien nens de menys de 18 anys, en un 51,6% hi vivien parelles casades, en un 9% dones solteres, i en un 35,8% no eren unitats familiars. En el 31,5% dels habitatges hi vivien persones soles el 18,3% de les quals corresponia a persones de 65 anys o més que vivien soles. El nombre mitjà de persones vivint en cada habitatge era de 2,29 i el nombre mitjà de persones que vivien en cada família era de 2,88.
Per edats la població es repartia de la següent manera: un 22,8% tenia menys de 18 anys, un 7,2% entre 18 i 24, un 28,2% entre 25 i 44, un 20,7% de 45 a 60 i un 21,2% 65 anys o més.
L'edat mediana era de 40 anys. Per cada 100 dones de 18 o més anys hi havia 91,2 homes.
La renda mediana per habitatge era de 35.000 $ i la renda mediana per família de 44.778 $. Els homes tenien una renda mediana de 36.875 $ mentre que les dones 20.331 $. La renda per capita de la població era de 18.674 $. Aproximadament el 9,5% de les famílies i el 10,1% de la població estaven per davall del llindar de pobresa.

## Poblacions properes
El següent diagrama mostra les poblacions més properes.